# JAC S3
| Sterne im C-NCAP-Crashtest (2015) |

Der JAC S3 ist ein seit 2014 gebautes SUV des chinesischen Automobilherstellers JAC.

## Geschichte
Auf den Markt kam der S3 am 27. August 2014. In Brasilien wurde das Fahrzeug bis Sommer 2018 als JAC T5 vertrieben, seitdem wird es als JAC T50 vermarktet. In Deutschland ist das SUV nicht erhältlich. Auf der Chengdu Auto Show 2016 wurde die überarbeitete Variante des S3 präsentiert.
Auf dem 1. Salon International de l'Automobile (SIAM) im Februar 2017 in Monaco präsentierte der italienische Automobilhersteller DR Automobiles mit dem DR 4 ein SUV auf Basis des JAC S3. Dieser wird seit Oktober 2017 in Italien verkauft.

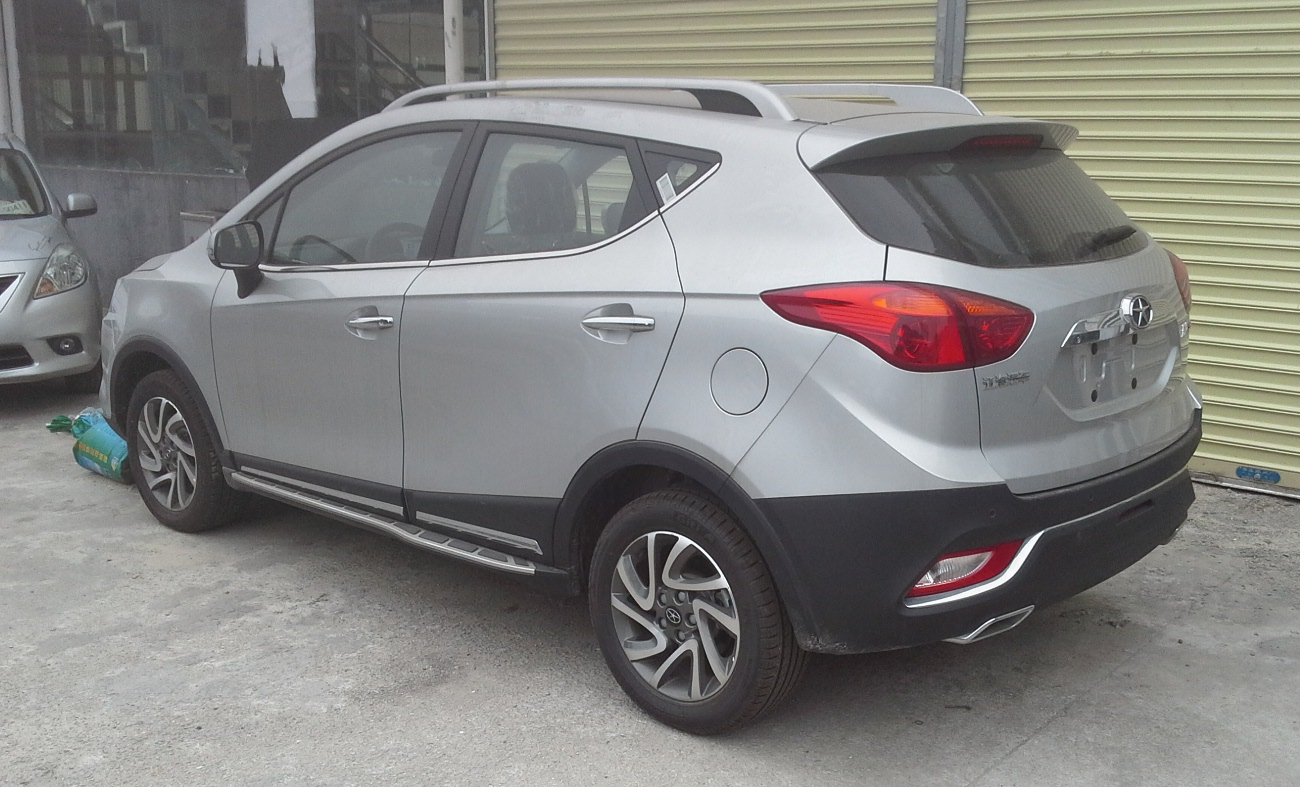
Heckansicht
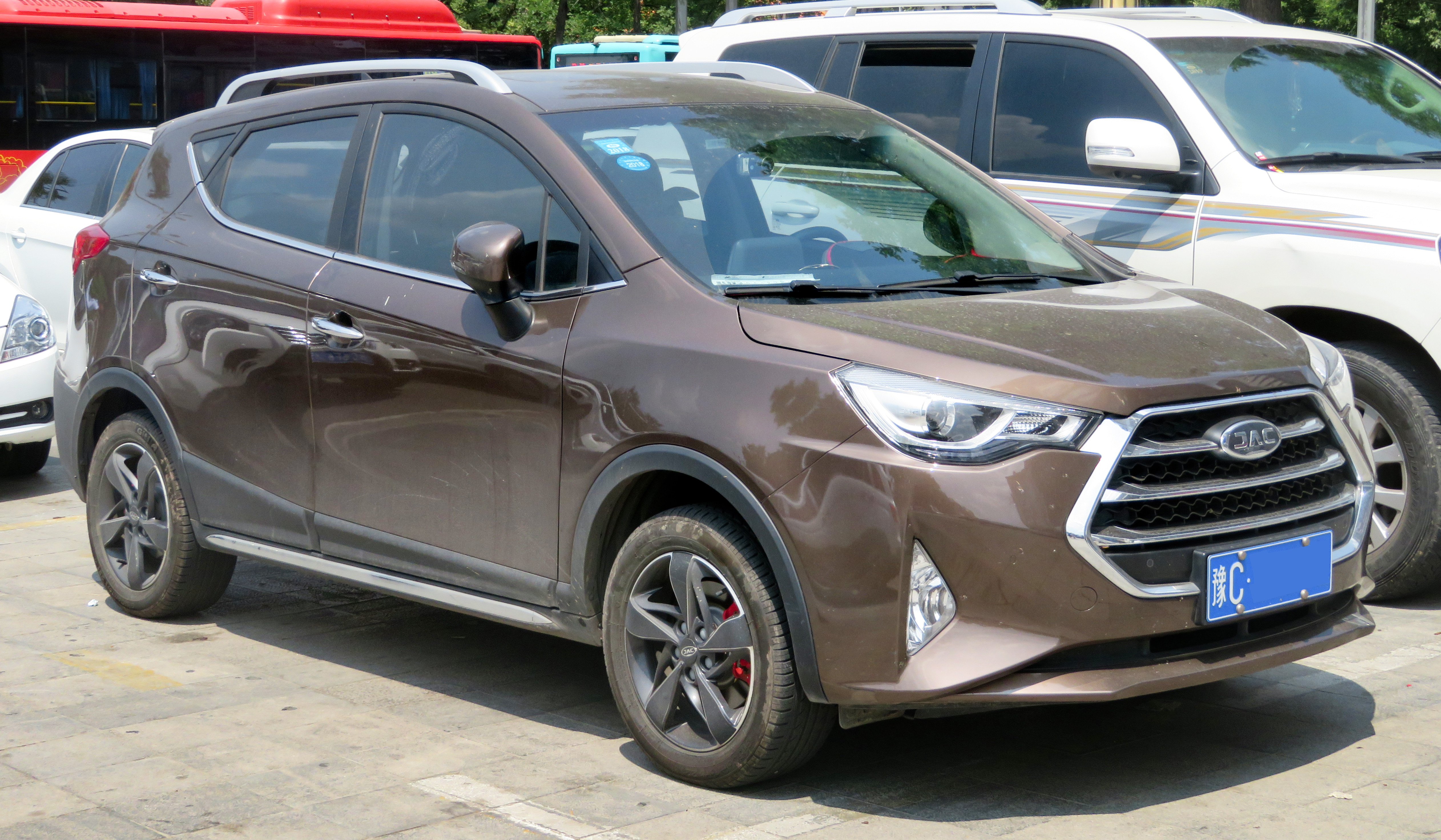
JAC S3 (seit 2016)
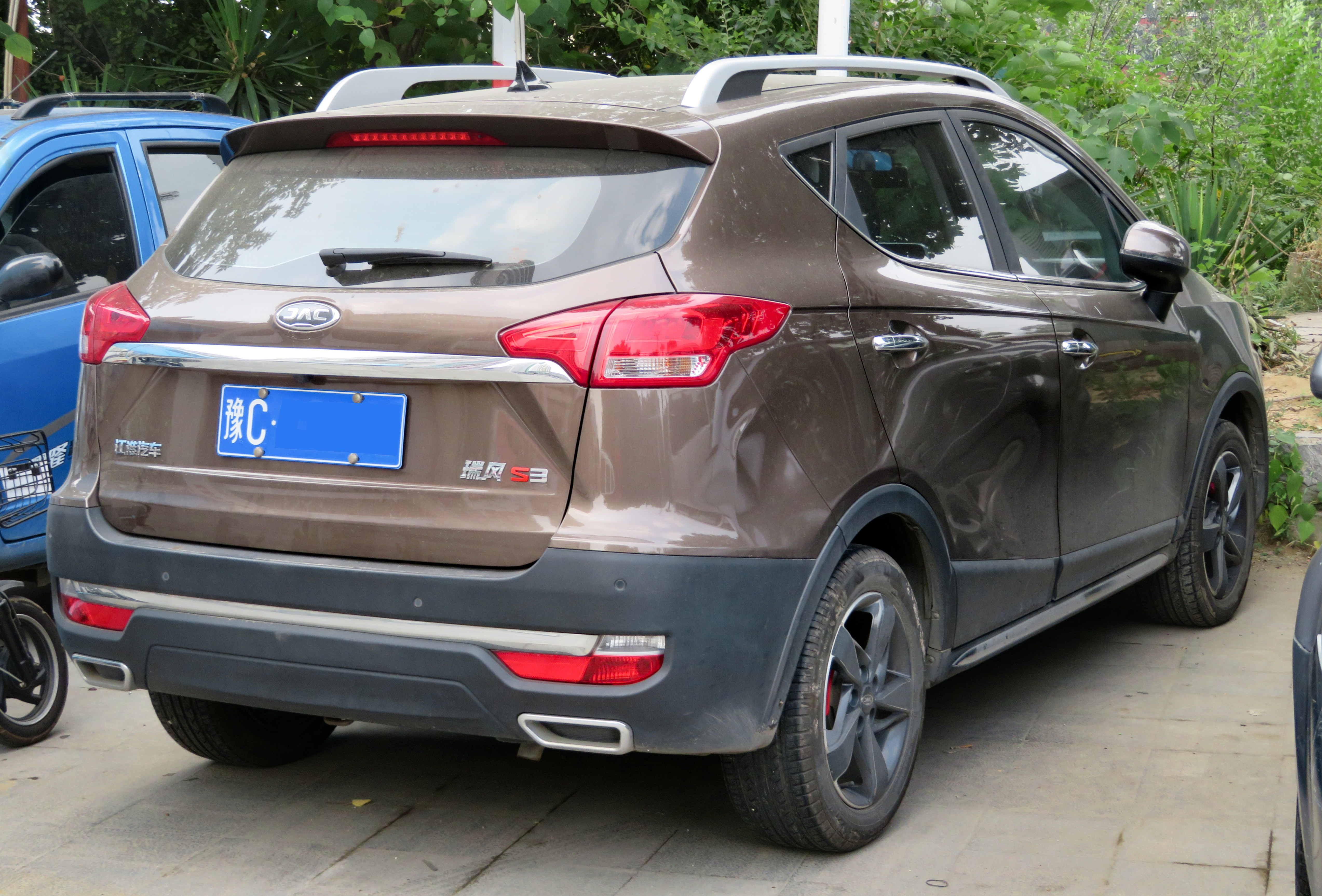
Heckansicht
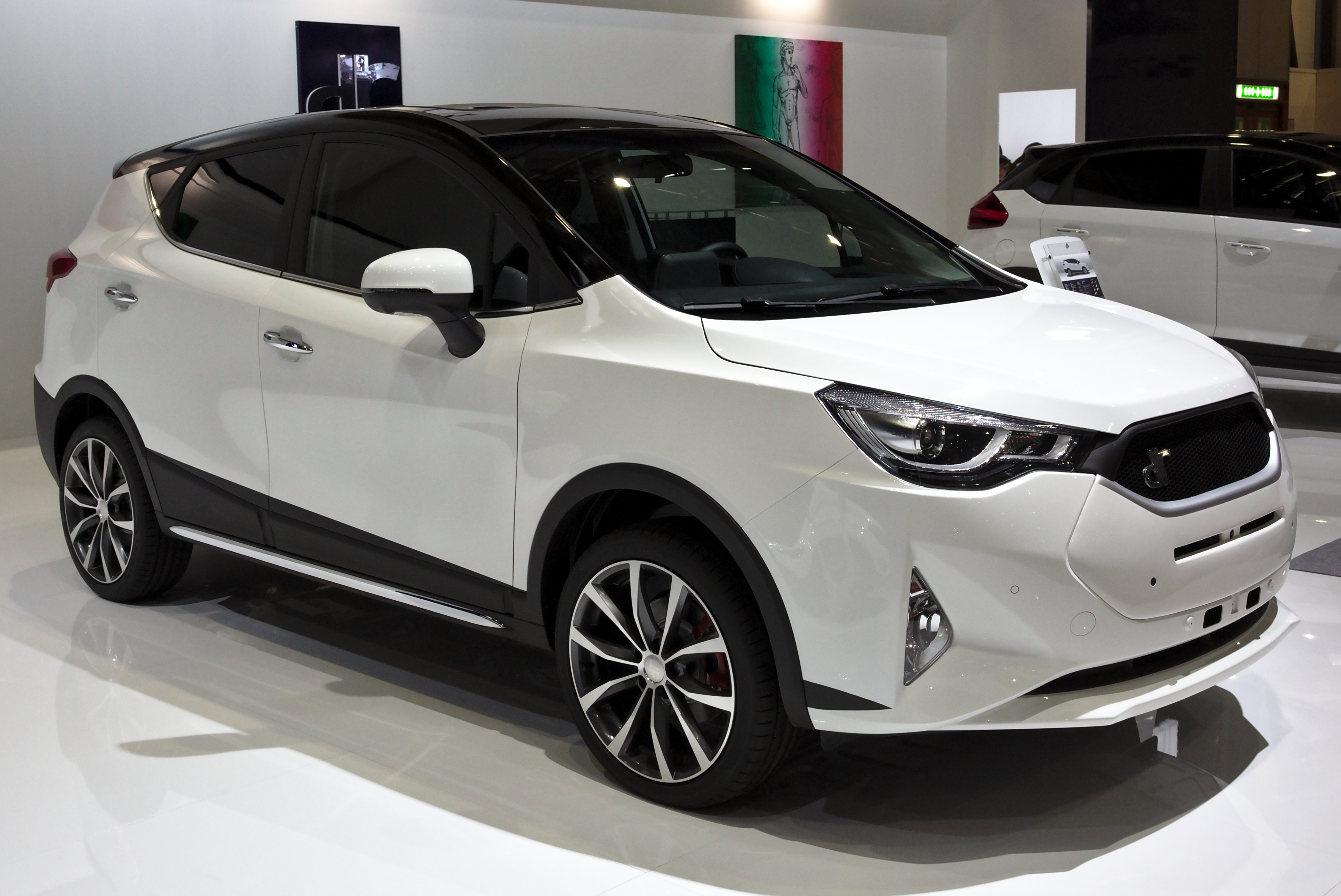
DR 4 (2017–2020)

## Technische Daten
Das Fahrzeug wird von einem 1,5-Liter-Vierzylindermotor angetrieben, der in zwei Leistungsstufen ausgeführt ist. Seit Oktober 2016 ist außerdem ein 1,6-Liter-Vierzylindermotor erhältlich.
|                                             | 1.5                   | 1.5                   | 1.5                                                    | 1.6                   | 1.6                    |
| Bauzeitraum                                 | seit 08/2014          | 07/2019–04/2020       | 08/2014–08/2018                                        | seit 10/2016          | 08/2018–11/2022        |
| Motorkenndaten                              |                       |                       |                                                        |                       |                        |
| Motortyp                                    | R4-Ottomotor          | R4-Ottomotor          | R4-Ottomotor                                           | R4-Ottomotor          | R4-Ottomotor           |
| Hubraum                                     | 1499 cm³              | 1499 cm³              | 1499 cm³                                               | 1590 cm³              | 1590 cm³               |
| max. Leistung bei min−1                     | 83 kW (113 PS) / 6000 | 85 kW (115 PS) / 6000 | 92 kW (125 PS) / 6000 (Ethanol: 93 kW (126 PS) / 6000) | 88 kW (120 PS) / 6000 | 102 kW (138 PS) / 6000 |
| max. Drehmoment bei min−1                   | 146 Nm / 3500–4500    | 150 Nm / 4000         | 152 Nm / 4000 (Ethanol: 154 Nm / 4000)                 | 150 Nm / 4000         | 168 Nm / 4000          |
| Kraftübertragung                            |                       |                       |                                                        |                       |                        |
| Antrieb                                     | Vorderradantrieb      | Vorderradantrieb      | Vorderradantrieb                                       | Vorderradantrieb      | Vorderradantrieb       |
| Getriebe, serienmäßig                       | 6-Gang-Schaltgetriebe | 6-Gang-Schaltgetriebe | 6-Gang-Schaltgetriebe                                  | Stufenloses Getriebe  | Stufenloses Getriebe   |
| Getriebe, optional                          | Stufenloses Getriebe  | —                     | 6-Gang-Automatikgetriebe                               | —                     | —                      |
| Messwerte                                   |                       |                       |                                                        |                       |                        |
| Höchstgeschwindigkeit                       | 180 km/h              | 165 km/h              | 194 km/h                                               | 180 km/h              | 198 km/h               |
| Beschleunigung, 0–100 km/h                  | 13,7 s                | k. A.                 | 10,8 s                                                 | 11,9 s                | 11,3 s                 |
| Kraftstoffverbrauch auf 100 km (kombiniert) | 5,9 l Super           | k. A.                 | k. A.                                                  | 6,5 l Super           | k. A.                  |
| Tankinhalt                                  | 45 l                  | 45 l                  | 45 l                                                   | 45 l                  | 45 l                   |